# Волфенбютел
Волфенбютел (на немски: Wolfenbüttel е окръжен град в район Волфенбютел в Долна Саксония, Германия. Градът има 53 353 жители (към 31 декември 2011) на площ от 78,60 км².
Градът е на около 12 км южно от Брауншвайг, на около 60 км изочно-югоизточно от Хановер и източно-североизточно от Залцгитер. Други градове наблизо са Бад Харцбург, Гослар, Хилдесхайм и Волфсбург. През града тече река Окер.
Градът е наречен на саксонските заселници с името Вулфери (Wulferi, Wulfheri), които основават селището Wulferis Buttle (Wulferebutele), от общо 150 и други такива с това име.
Волфенбютел е основан около 10 век от заселника Вулферус (Вулфери). В документ селището е споменато за пръв път през 1118 г. като Wulferesbutle (също наричано Wulferisbutle). По това време Видекинд от Волфенбютел (1089-1118) изгражда крепост около селището. От двореца Васербург Волфенбютел произлиза днешният град Волфенбютел.
От около 1430 г. Волфенбютел е постоянна резиденция на херцозите на Брауншвайг и Люнебург. До 1753 г. Волфенбютел остава столица на Княжество Брауншвайг-Волфенбютел.
Във Волфенбютел се намира библиотеката Херцог Аугуст, в която работели Готфрид Лайбниц (1690 до 1716) и Готхолд Ефраим Лесинг (1770 до 1781).
- Дворецът Волфенбютел, 1654
- Дворецът Волфенбютел
- Библиотеката Херцог Аугуст
- Къщата на Лесинг
- Сградата на главната читалня
- Малка Венеция